# Opel Commodore
Opel Commodore är en personbil, tillverkad i tre generationer av den tyska biltillverkaren Opel mellan 1967 och 1982.

## Commodore A (1967-71)
Opel hade tillverkat Rekord-modellen med sexcylindrig Kapitän-motor sedan 1964. Till 1967 blev denna en egen modellserie som Commodore A. Bilen skiljde sig från den enklare syskonmodellen genom ny kylargrill, mer kromutsmyckning och mer exklusiv inredning. Förutom sedan-modellen fanns bilen med en ovanligt lyckad coupé-kaross.
Commodoren hade en ny generation motorer, med kamaxeln placerad i cylinderhuvudet. Kamaxeln låg vid sidan av ventilerna, till skillnad från en SOHC-motor, och öppnade dessa via vipparmar. Denna motor fanns kvar i olika Opel-modeller fram till mitten av 1990-talet.
Tillverkningen uppgick till 156 497 exemplar.
Versioner:
| Modell  | Motor              | Cylindervolym | Effekt | Bränslesystem            |
| ------- | ------------------ | ------------- | ------ | ------------------------ |
| 2,2     | 6-cyl radmotor CIH | 2239 cm³      | 95 hk  | Enkel förgasare          |
| 2,5 S   | 6-cyl radmotor CIH | 2490 cm³      | 115 hk | Enkel förgasare          |
| 2,5 GS  | 6-cyl radmotor CIH | 2490 cm³      | 130 hk | Dubbla förgasare         |
| 2,5 GSE | 6-cyl radmotor CIH | 2490 cm³      | 150 hk | Bosch bränsleinsprutning |
| 2,8 GS  | 6-cyl radmotor CIH | 2784 cm³      | 145 hk | Dubbla förgasare         |

## Commodore B (1972-77)
1972 introducerades Commodore B. Liksom företrädaren fanns den med sedan- och coupé-kaross.
Tillverkningen uppgick till 140 827 exemplar.
Versioner:
| Modell  | Motor              | Cylindervolym | Effekt | Bränslesystem            |
| ------- | ------------------ | ------------- | ------ | ------------------------ |
| 2,5 S   | 6-cyl radmotor CIH | 2490 cm³      | 115 hk | Enkel förgasare          |
| 2,5 GS  | 6-cyl radmotor CIH | 2490 cm³      | 130 hk | Dubbla förgasare         |
| 2,8 GS  | 6-cyl radmotor CIH | 2784 cm³      | 142 hk | Dubbla förgasare         |
| 2,8 GSE | 6-cyl radmotor CIH | 2784 cm³      | 160 hk | Bosch bränsleinsprutning |

Commodore B tillverkades aldrig som kombi, trots att den delade kaross med Rekord. Tidningen Teknikens värld byggde en projektbil som man kallade för Commovan (sammansatt av Commodore och Caravan). Det var en tredörrars Rekord Caravan som försågs med motor och inredning från en Commodore.

## Commodore C (1978-82)
Sista versionen blev Commodore C från 1978. Modellfloran hade reducerats för att inte konkurrera med Senator-serien som presenterades samtidigt. Den sportiga coupé-modellen ersattes av Monza och i stället tillkom en praktisk kombi. Tillverkningen i Europa upphörde 1982, men modellen fortsatte att utvecklas av Holden i Australien.
Tillverkningen uppgick till 85 260 exemplar.
Versioner:
| Modell | Motor              | Cylindervolym | Effekt | Bränslesystem            |
| ------ | ------------------ | ------------- | ------ | ------------------------ |
| 2,5 S  | 6-cyl radmotor CIH | 2490 cm³      | 115 hk | Enkel förgasare          |
| 2,5 E  | 6-cyl radmotor CIH | 2490 cm³      | 130 hk | Bosch bränsleinsprutning |

## Bilder

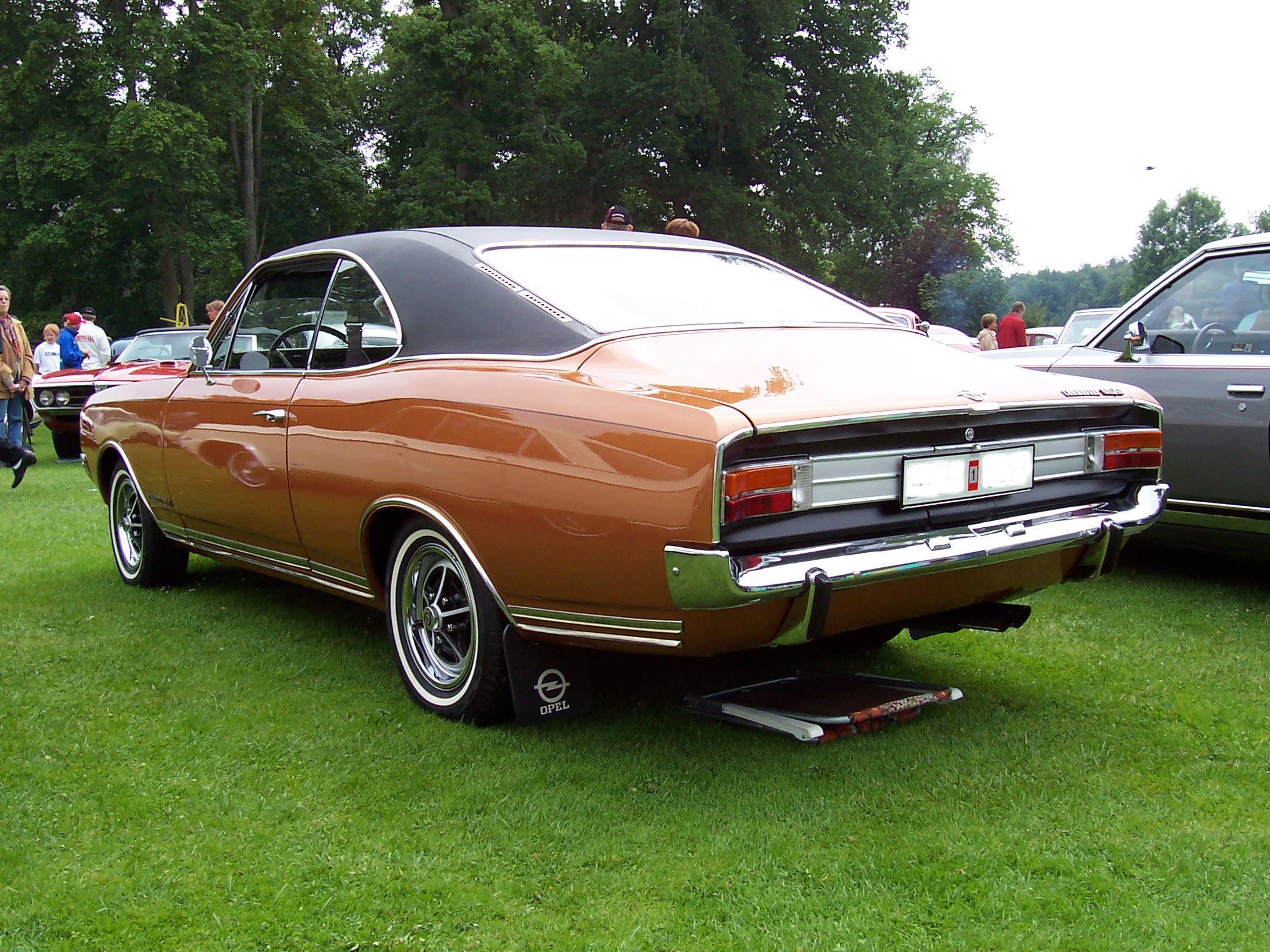
Commodore A
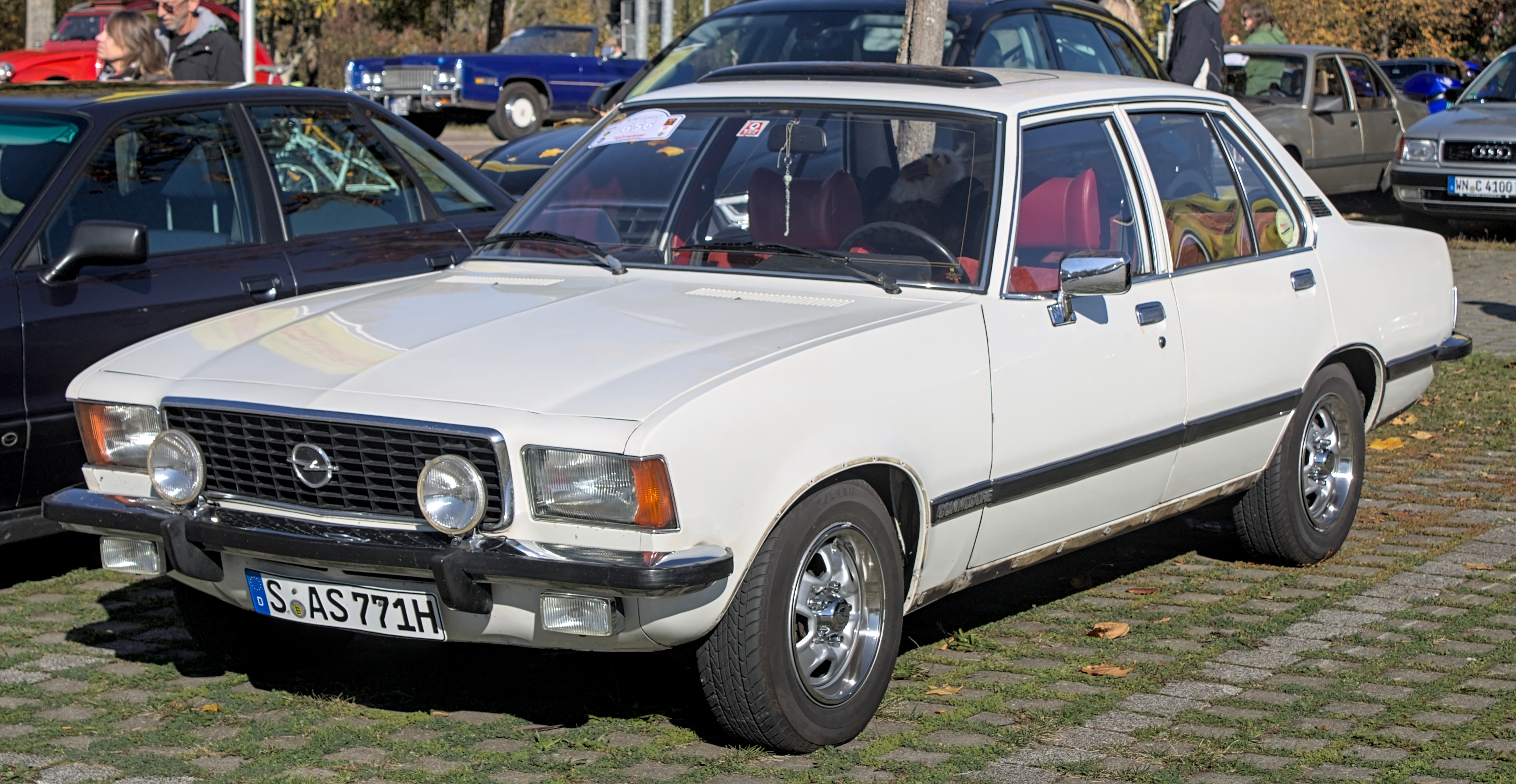
Commodore B
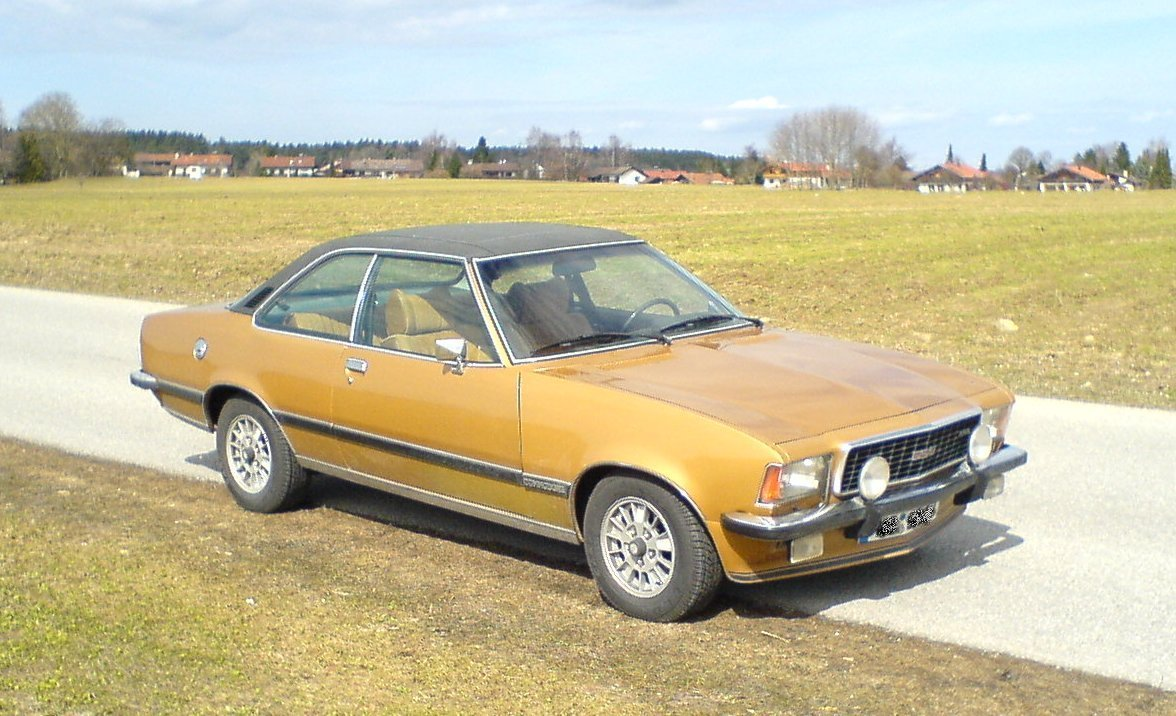
Commodore B
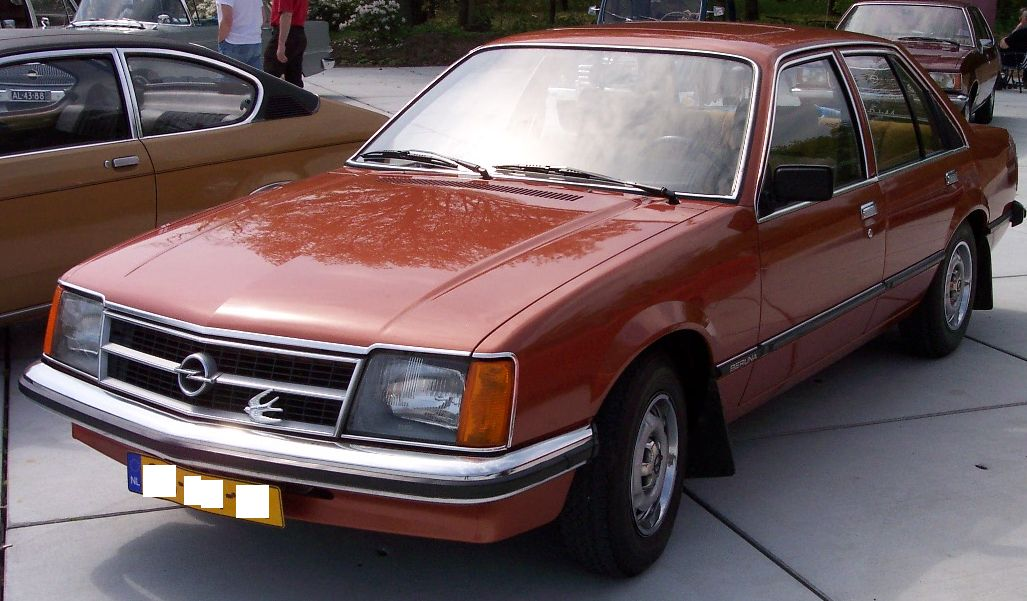
Commodore C